# Моссо, Анджело
Анджело Моссо (итал. Angelo Mosso; 30 мая 1846, Турин — 24 ноября 1910, Турин) — итальянский физиолог, медик и археолог.

## Биография
Анджело Моссо родился в рабочей семье. Он изучал медицину в Турине, Флоренции, Лейпциге и Париже, в 1876 году сделался в Турине профессором фармакологии, в 1880 году — физиологии.
Согласно «ЭСБЕ», главные заслуги его касаются экспериментальной физиологии. При помощи своего плетизмографа он исследовал движения кровеносных сосудов, происходящие под влиянием психического возбуждения. Гидросфигмограф его показывает колебания пульса при умственной деятельности; эргограф описывает кривую утомления мышц человеческого предплечья и измеряет производимую этими мускулами работу; при помощи тонометра измерял он другие явления утомления. Он также на особых весах демонстрировал изменения в кровообращении, происходящие во сне, при мозговой деятельности и т. п. Идеи Моссо вызвали интерес у основателя антропологической школы уголовного права  Ч. Ломброзо. Это в конечном итоге привело Ломброзо к созданию прибора, используемого при допросе обвиняемых.  В наши дни прибор получил название детектор лжи.
Он также изобрел «баланс человеческого кровообращения», который мог бы неинвазивно измерять перераспределение крови во время эмоциональной и интеллектуальной деятельности
. Это оставалось в значительной степени неизвестным до недавнего открытия рукописей Моссо благодаря Стефано Сандроне и его коллегам.
Из многочисленных работ своих он большое количество напечатал в «Archives italienues de biologie», основанных М. в 1882 г. Отдельно изданные работы Моссо касаются диагностики пульса, кровообращения в человеческом мозге, страха, усталости, температуры мозга и т. п. Его мемуары «Su la circolazione del sangue nel cervelle de l l’uomo» получили премию Академии де Линчеи. Из других следует назвать: «La раurа» (1886), «L’espressione del dolore» (1889) и др. На русском языке: «Страх» (пер. Розальон-Сошальской, Полтава, 1888) и «Усталость» (СПб., 1893).
С 8 июня 1902 года по 28 ноября 1905 года — коммунальный советник Турина. С 3 апреля 1904 года становится Сенатором Итальянского королевства. Назначен в соответствии с нормой, по которой члены Королевской академии наук по истечении 7 лет с момента избрания в академию становятся сенаторами.
В том же году Моссо был поражён серьезным заболеванием позвоночника, омрачившим последние годы его жизни. Врачи прописали ему больше отдыхать и держаться подальше от мест своих трудов — лабораторий и библиотек. Однако для него праздность была хуже болезни, и учёный посвятил себя археологии, участвуя в раскопках на Крите между 1904 и 1907 годами, а также на юге Италии: на Сицилии, в Калабрии, Тарквинии и Апулии. Здесь 6 августа 1909 года он с коллегами обнаружил дольмен Кьянки.

## Звания и должности
- Основатель Научного института Коль д’Олен (1907 год)
- Основатель Института физиологии Валентино (1893 год)
- Основатель Фармакологической лаборатории Туринского университета
- Директор Кабинета физиологии Туринского университета
- Директор Физиологической лаборатории Туринского университета
- Член Высшего совета общественного образования (с 1 июня 1885 года по 31 мая 1889 года)
- Ординарный член Медичинской академии Турина
- Член-корреспондент Академии деи Линчеи (с 1 мая 1879 года), а с 16 августа 1882 года — действительный член этой академии
- Член туринской академии наук (с 1881 года)
- Член-корреспондент Ломбардийского института наук и литературы в Милане (с 10 февраля 1881 года)
- Член общества, а потом Итальянской академии наук, называемой XL (с 1897 года)
- Член-корреспондент неаполитанского Королевского общества (с 9 апреля 1898 года)

## Награды
- Командор ордена Св. Маврикия и Ллазаря
- Командор ордена Короны Италии
- Кавалер Савойского гражданского ордена (16 мая 1909 года)
- Офицер ордена Св. Маврикия и Ллазаря (20 марта 1898 года)
- Кавалер ордена Св. Маврикия и Ллазаря (2 июня 1881 года)
- Кавалер ордена Короны Италии (1879 год)

## Семья
Отец Феличе, мать графиня Маргарита. Жена Мария, уожденная Тревес. Дочери Эмилия и София.